# 聖プラクセディス
『聖プラクセディス』（せいプラクセディス、蘭: Sint Praxedis）は、オランダ黄金時代の画家ヨハネス・フェルメールが1655年ごろに描いたとされる絵画。ただし、フェルメールの真作かどうかについては異論がある。17世紀のイタリア人画家フェリーチェ・フィチェレッリの、古代ローマ時代の殉教者とキリスト教の聖人『プラクセディス』を描いた絵画の模写だと考えられている。この作品がフェルメールの真作であれば、現存するフェルメールの作品の中で最初期の絵画作品となる。

## 構成と来歴
『聖プラクセディス』には、聖人が海綿から絞った殉教者の血を華美な器に注いでいる情景が描かれている。フェリーチェ・フィチェレッリが1640年から1645年に描いた、現在フェラーラのフェルマーニ・コレクションが所蔵する作品と酷似しており、『聖プラクセディス』はこのフィチェレッリの作品からの模写だとされているが、後述のように別の見解も存在する。『聖プラクセディス』とフィチェレッリの作品とのもっとも大きな違いは、胸元の十字架の有無である。もし『聖プラクセディス』がフェルメールの真作で、制作年度も1655年ごろであるならば、『マリアとマルタの家のキリスト』や『ディアナとニンフたち』とともに、フェルメールの最初期の作品の一つであり、知られている作品中で唯一、他の画家による作品からの模写ということになる。ただ、なぜフェルメールが数ある作品の中からイタリアでもあまり名の知られていないこの画家の作品を選んだかは不明である。
20世紀半ば以前の『聖プラクセディス』の来歴はわかっていない。コレクターのヤーコブ・レダーが1943年にニューヨークの小さなオークションハウスで購入したのが最初の記録である。1969年、ニューヨークのメトロポリタン美術館でのフィレンツェ・バロックを主題にした特別展でフェリーチェ・フィチェレッリの作品として展示されていたが、この際にイギリス人美術史家マイケル・キットソンがフェルメールの作品の可能性があると指摘した。所有者のレダーは同年に死去し、『聖プラクセディス』がフェルメールの真作であると信じていた画商スペンサー A.サミュエルズが購入した。その後、バーバラ・ピエセッカ・ジョンソン・コレクション財団が、1987年にスペンサーからこの作品を購入した。著名なフェルメール研究者である美術史家アーサー・ウィーロックが、『聖プラクセディス』はフェルメールの真作であると主張し始めたのは1986年からである。ウィーロックらがキュレーションした2012年のローマでのフェルメール展ではこの作品も展示されたが、2010年にハーグ他を巡回した『若きフェルメール』展では展示作品に含まれなかった。
バーバラ・ピエセッカ・ジョンソン・コレクション財団は『聖プラクセディス』をモナコの訪問会礼拝堂美術館に展示していた。財団オーナーのバーバラ・ピエセッカ・ジョンソンは2013年に死去し、コレクションは競売にかけられるため礼拝堂から2014年に撤去されたが、そのうち『聖プラクセディス』は2014年7月8日に、ロンドンで大手オークションのクリスティーズで競売にかけられた。落札価格予想は600万ポンドから800万ポンドだったが、結局624万2500ポンド（10億8600万円）で落札され、売上の一部がバーバラの出身地ポーランドの自閉症研究施設の支援にあてられた。新たな所有者からこの作品の寄託を受けた日本の国立西洋美術館は、2015年3月17日よりこの作品を常設展示している。
2023年にオランダのアムステルダム国立美術館で開催された「フェルメール展」に本作が出展された。同展覧会では約35点とされるフェルメールの現存作品のうち28点が出展され、16週にわたる会期中に113カ国から65万人が来場し、フェルメール史上最大規模の展覧会となった。

## 真贋を巡る議論

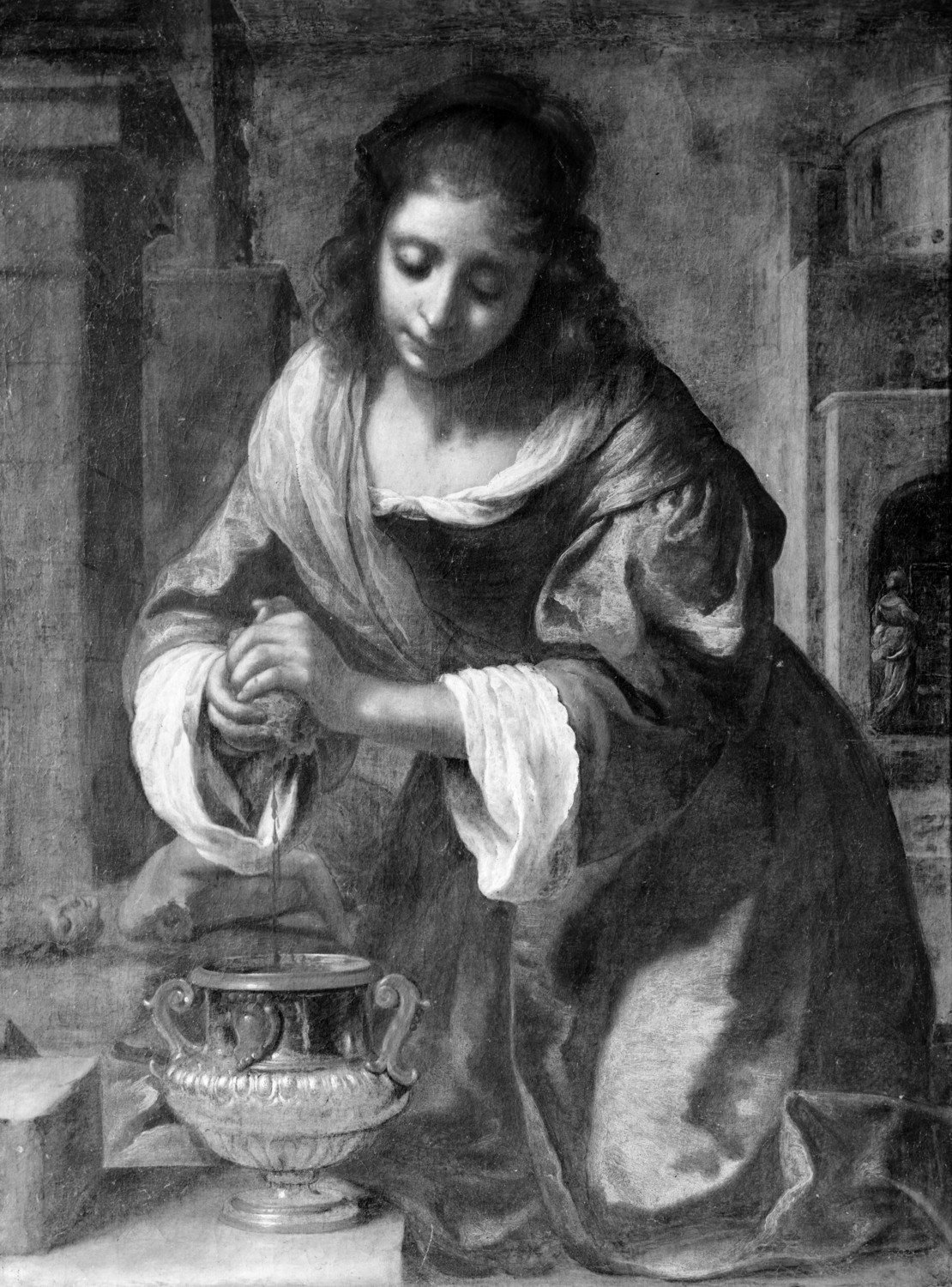
フェリーチェ・フィチェレッリが描いた『聖プラクセディス』。胸元に十字架がない。

『聖プラクセディス』には「Meer 1655」と読めるものと「Meer N R o o」と読めるものの、二つの署名がある。二つ目の署名の意味として、「Meer naar Riposo」すなわち「Riposoに倣って、Meer」という解釈があった。「Riposo」はフェリーチェ・フィチェレッリのあだ名、「Meer」はフェルメールの姓の別形「van der Meer」である。調査の結果、ウィーロックはどちらも絵画完成時になされたフェルメール自身の署名であると結論付けた。しかし、別のフェルメールの専門家である、フェルメール作品を3点所有するマウリッツハイス美術館の絵画修復責任者ヨルヘン・ワダムは、最初の署名は作品完成後のずっと後になってから付け加えられたものであり、二つ目の署名もあまりに「稚拙」で議論に値しないと切り捨てている。
『聖プラクセディス』に使用されている顔料はおそらく17世紀のものであり、イタリアではなくオランダ製の顔料である可能性が高いといわれている。ウィーロックはフェルメール作の2点の歴史画との作風の類似性から、『聖プラクセディス』をフェルメールの真作であると鑑定した。また、『聖プラクセディス』の聖女の表情と、フェルメールの初期の作品『眠る女』』に描かれている女性との描写の類似を指摘し、さらにフェルメールのカトリックへの改宗がこのような宗教的題材を選ばせたと主張している。フェリーチェ・フィチェレッリの『聖プラクセディス』がイタリアから持ち出されていた可能性は低く、フェルメールがイタリアを訪れていたこともまずなかったとされているが、ウィーロックはフェルメールがイタリア絵画に対する深い造詣を持っていたことを指摘している。
1998年にワダムは『聖プラクセディス』はフィチェレッリの作品の模写でも、その他の作品からの模写でもないと明言した。その理由として、背景に描かれているモチーフが前景に描かれているモチーフよりも制作時間的に前に描かれていることを挙げ、これは模写の制作手順ではなくオリジナル作品の制作手順であるとした。さらに『聖プラクセディス』に見られる特徴的な波うつ筆使いが、フィチェレッリ作とされている絵画数点の筆使いとよく似ていることから、『聖プラクセディス』はこれらの作品を描いたフィチェレッリと見られているイタリア人画家の手によるものだと主張している。そして、ワダムはフェラーラの作品の作者の同定については留保した上で、2003年に行われた会見中に『聖プラクセディス』はフェルメールの作品ではないと再度明言した。ウィーロックが1997年に出版した『フェルメール：全作品集 (Vermeer: the Complete Works )』には『聖プラクセディス』が収録されているが、ワルター・リトケが2008年に出版した『フェルメール：全絵画集 (Vermeer: the Complete Paintings )』には『聖プラクセディス』は収録されていない。
2012年3月にウィーロック、リトケ、サンドリーナ・バンデラ監修のもとでローマで開催されたフェルメール作品展には、『聖プラクセディス』も含まれていた。
所有者からの寄託を受けて、2015年3月から『聖プラクセディス』を展示している国立西洋美術館は、研究者の間で意見が一致していないことを理由に、作者名に関して、「フェルメールに帰属」と表記して展示している。